# Emmanuel Levinas
Emmanuel Levinas (a vegades escrit amb l'ortografia obsoleta Lévinas) (Kaunas, Imperi Rus, actualment Lituània, 12 de gener de 1906 - París, 25 de desembre de 1995) va ser un important filòsof i escriptor. El magisteri de Levinas va permetre la difusió de la fenomenologia alemanya a França. A la manera de Paul Ricoeur i Jules Lasalle, Levinas va consagrar la seva vida i la seva obra a la reconstrucció del pensament ètic després de la Segona Guerra Mundial. Natural de l'actual Lituània, va desenvolupar el seu treball sobretot a França i Itàlia, amb breus estades intel·lectuals a Àustria. És conegut pels seus treballs relacionats amb la fenomenologia, l'existencialisme, l'ètica, l'ontologia i la filosofia jueva.

## Biografia
Va néixer el 1906 segons el calendari gregorià, el 30 de desembre de 1905 segons el julià, avui en desús, a Lituània, en el si d'una família jueva i burgesa acomodada. Aquesta circumstància marcarà tota la seva obra. Segons Levinas, Lituània és el país en el qual el judaïsme crític va conèixer el desenvolupament espiritual més elevat d'Europa. Fill de Jehiel Levinas i de Débora Gurvic, fou el primogènit de tres germans, sent els altres Boris-Fadec (1909) i Aminadab (1913).
Levinas és un dels grans pensadors del segle xx. El seu pensament interpel·la tant als filòsofs com als teòlegs. Els autors russos com Gógol, Lermontov, Tolstoy, Khdanev, i sobretot Fiódor Dostoievski amb les seves temàtiques ètiques i metafísiques, van despertar-li un gran interès. De petit va aprendre l'hebreu i arameu, i va estudiar el Talmud.

### La primera emigració
El 1914 va emigrar juntament amb la seva família per causa de la primera guerra mundial, instal·lant-se a Kharkov, Ucraïna, on va viure la revolució bolxevic que va avançar per tota aquesta regió.

### El trasllat a França
L'any 1920 va tornar a Lituània, a la vora del mar Bàltic, on el seu pare va obrir una llibreria, i allí va estudiar l'ensenyament mitjà, més un curs de lleis a la Universitat de Tartu. Tres anys més tard es va traslladar a Estrasburg (França) on fins a 1927 va estudiar a la Universitat d'Estrasburg, filosofia amb Maurice Pradines, psicologia amb Maurice Blondel i sociologia amb Maurice Halbwachs. Per aquesta època va conèixer a Blanchot, i poc després a Delavigne, que van exercir un notable influx sobre el seu estil de pensar.
A partir del 1928 va cursar filosofia amb Husserl a la Universitat de Friburg i va conèixer allí a Heidegger, assistint a Davos a la trobada entre Heidegger i Ernst Cassirer sobre Kant. Va estudiar després amb Léon Brunschvicg a La Sorbona.
L'any 1930 publicà la tesi amb la qual va obtenir el doctorat del tercer cicle d'estudis amb el títol de Teoria de la intuïció en la Fenomenologia de Husserl, rebent un premi de l'Institut de França. Aquest mateix any es casa amb Raïssha Levi.

### Es nacionalitza francès
Levinas es va nacionalitzar francès el 1931 i durant 1931 i 1932 va assistir a les trobades filosòfiques dels dissabtes a casa de Gabriel Marcel. També fou un dels primers col·laboradors de la revista Esprit, fundada per Emmanuel Mounier. Posteriorment, va trencar definitivament amb Heidegger a qui no va perdonar mai la seva proximitat amb el nazisme.
El 1935 neix la seva filla Simonne.
Durant la seva permanència a França es dedica entusiastament a l'administració de l'Aliança Israelita Universal. Llegeix L'estel de la redempció de Franz Rosenzweig, que va influir decisivament en el seu pensament com a filòsof jueu.

### La guerra
L'any 1940, durant la Segona Guerra Mundial, va ser reclutat per al servei militar com a intèrpret de rus i alemany per als aliats. L'any següent va ser fet presoner a Rennes, romanent durant tota la guerra en un camp de concentració a Hannover, Alemanya. La seva condició de militar francès el va salvar del tracte que van rebre altres jueus. Va llegir a Hegel, Rousseau, Dumond, Rabelais i d'altres. Durant aquest període pràcticament tota la seva família, que s'havia quedat a Lituània, va ser massacrada pels nazis. La seva esposa i la seva filla es van salvar en quedar amagades en un monestir a Orleans.

### De l'existència a l'Existent
Durant la captivitat va començar a escriure De l'existència a l'Existent, que va publicar el 1947. En aquest llibre, Levinas posa en qüestió la fenomenologia de Heidegger, sense que hi hagi per això una motivació abstracta, sinó que la seva condició de presoner de guerra li fa experimentar en carn pròpia una de les dimensions de l'ontologia heideggeriana. En aquest context va dedicar una part important de la seva obra a atacar al seu antic mestre Heidegger, l'ontologia del qual va associar amb la voluntat de poder, l'ateisme i l'egoisme.
D'aquella experiència de guerra, i per ventura d'un hipotètic intercanvi epistolar amb Gramsci, Lévinas conclou que l'existent, que dona sentit als ens al món, produeix una impersonalitat àrida, neutra i subtil, que només podria ser superada en l'ésser-per a-el-altre, com a moment ètic de respecte a l'Alteritat.

### El Temps i l'Altre
En aquest mateix any publica El Temps i l'Altre, quatre conferències que fa després de la guerra al Col·legi de Filosofia fundat per Jean Wahl. En aquest text realitza una recerca sistemàtica de la relació del Jo amb l'Altre, en la seva dimensió de temporalitat i transcendència; no és el fet d'un subjecte aïllat i únic sinó que és la transcendència en l'obertura cap als altres, en una perspectiva diacrònica.
Aquestes conferències tenen l'objectiu de sortir de l'aïllament d'existir de l'existencialisme, canviant l'àmbit del saber. Si podem transmetre l'existència per la paraula, però no podem compartir-la en l'àmbit del saber ni de l'haver de, quin tipus de comunicació amb el ser pot fer-nos sortir de la solitud?
Mai més un ésser per a la mort sinó un ésser per a l'Altre. Per a Levinas el temps no ha de ser una experiència de durada, sinó un dinamisme que ens porta cap a un altre costat diferent de les coses que posseïm, un temps com a relació amb una alteritat inassolible i així produir una alteració del ritme i els seus girs.
La filosofia, per a Levinas, tindria la tendència de reduir al Mateix tot allò que s'oposa a ella directament com Un altre. El coneixement representaria així una estratègia d'apropiació, de dominació, present fonamentalment en la relació de l'home amb l'home. Inspirant-se en la tradició hebrea, Levinas busca pensar d'una altra manera aquesta relació; l'Altre, com a rostre que m'enfronta i restitueix, no és de l'ordre de la representació, hi ha en ell, la presència absent de la idea d'infinit, que m'ordena i que el fa incapaç de ser dominat per mi.

### Altres fets
L'any 1946 dirigeix L'Aliança Israelita Universal de París i la seva Escola Normal Oriental, començant els seus estudis del Talmud guiat per M. Chouchani i P. De Lavouille.
El 1949, mor la seva segona filla Eliana i neix el seu fill Michel.
El 1957 va tenir una freqüent participació als Col·loquis d'intel·lectuals jueus, que són organitzats anualment per la secció francesa del Congrés jueu mundial, als quals assisteixen, per exemple, Jankelevitch, Levy-Valensi o Halperin entre d'altres.
El 1961 es va traslladar a Poitiers, on va ser nomenat professor de filosofia, i va deixar la direcció de l'Aliança Israelita Universal.
El 1967 es va traslladar definitivament a París, sent nomenat professor a la Universitat de París-Nanterre.
L'any 1976 és el seu últim de docència regular, a La Sorbona, on fa dos cursos: La mort i el temps (publicat el 1991) i Déu i la ontoteologia, publicat juntament amb l'anterior a Déu, La Mort i El Temps (Grasset, París 1993). El 1984 va finalitzar el seu vincle com a professor honorari de la Sorbona.
La seva esposa mor al setembre de 1994. Levinas el 25 de desembre de 1995.

## La seva Filosofia
El treball de Levinas es basa en l'ètica de l'altre, on proposa l'ètica com a filosofia primera. Per a Levinas, l'Altre no és capaç de ser conegut i no ha de ser objectivat o realitzat, com ho fa l'ontologia. Levinas prefereix pensar la filosofia com a “saviesa que neix de l'amor” en comptes d'“Amor a la saviesa” (significat etimològic de filosofia).
Levinas deriva el principi de la seva ètica de l'experiència de la trobada amb l'Altre. La trobada cara-a-cara és la relació inevitable en la qual la proximitat i la distància de l'altra persona aconsegueixen sentir-se i tenir un efecte.
“La relació ètica cara-a-cara, contrasta també amb tota relació que es podria anomenar mística, […] en la qual els interlocutors es troben jugant un paper en un drama que ha començat fora d'ells”.
El rostre en el qual es presenta l'Altre no nega ni viola al Mateix (qui també és un Altre). Els dos interlocutors romanen al mateix nivell, terrenals i reals. Per a Levinas el tenir el rostre de l'Altre enfront d'un mateix genera un sentiment de compromís. Al seu torn, la revelació del rostre fa que es reconegui la transcendència i heteronomia de l'Altre. Aquesta concepció del rostre influenciarà directament a Judith Butler, que recupera al Capítol 5 de Vida precària aquest mateix concepte per tal de desenvolupar l'estructura de la demanda mateixa a través del manament de la no-violència del rostre.

### Totalitat i Infinit
En el seu llibre Totalitat i Infinit pren com a punt de partida el nexe entre ontologia, economia, política, guerra i història. El concepte de totalitat, al que Levinas oposa l'infinit, està lligat a la visió de la política com a racionalitat. Confronta aquesta realitat que col·loca en primer lloc a la política, és a dir a l'ontologia, és a dir a l'interès econòmic, és a dir a la guerra, és a dir a una pau que deriva de la guerra i condueix a ella- Levinas enfronta la pràctica i la història de basar la moral sobre la política i enfront de la raó que preval amb la guerra. La seva proposta metafísica no accepta l'ontologia de la totalitat i la posa en relació amb el que està més enllà de la totalitat, amb l'Altre.
Levinas discuteix que la responsabilitat cap a l'Altre té les seves arrels dins de la nostra construcció subjectiva. S'explica com el Jo es construeix en concordància al que veu i creu conèixer de l'Altre. Per a Levinas la subjectivitat és primordialment ètica, on la responsabilitat s'origina a partir del tracte amb l'Altre, adquirint adreça i significat. Mentre es dona la interacció entre els dos subjectes, la seva trobada dona origen a un Nosaltres, ja que els dos es conceben com a subjectes i també conceben un ens extern que regula la seva trobada (això podria ser una explicació de la Societat). D'aquesta manera Levinas interpreta la forma en què cada trobada amb un Altre conforma un col·lectiu i una idea de cada Altre i el Jo. Per a la filosofia de Levinas el Jo és la suma de totes les trobades que tingui.

### Desinter-essadament
Una humanitat que entra en la totalitat de l'ordre econòmic nascut de l'inter-essadament, es condemna sense pietat a un sistema totalitari. La totalitat d'un ordre econòmic comporta un conjunt on els homes portadors de diners, i alhora compradors, s'integren ells mateixos en la mercaderia, però al mateix temps se sufoquen –perden les seves ànimes– en posseir i en pertànyer. L'inter-essadament es torna odi: emulacions entre homes, acumulació, rivalitat i competència fins a les crueltats i la tirania dels diners, que comporta la violència sagnant de les guerres. Més enllà de l'escala de valors de l'inter-essadament, més enllà de l'apetit de ser, l'humà té l'oportunitat de cedir el seu lloc, de sacrificar-se per l'altre, de morir pel desconegut. Una altra manera que ser descriu aquests valors del des-inter-essadament, que no és ni l'abstracció nihilista de la negació pura del valor de l'ésser ni el primer pas de la síntesi constructiva dels dialèctics, sinó la bondat de donar desinter-essadament; amor, misericòrdia i responsabilitat i, d'aquesta manera, la positivitat d'una adhesió a ser només en tant què ser de l'altre.

## Obres

### Traduccions en català
- Levinas, Emmanuel; Xavier Antich (introducció, traducció i notes). Humanisme de l'altre home.  València: edicions 3 i 4, 1993. ISBN 84-7502-396-7.